# 칼라브리아청서
칼라브리아청서 또는 지중해청서(학명 : Sciurus meridionalis)는 다람쥐과 청서속에 속하는 설치류의 일종이다. 이탈리아반도 남쪽 칼라브리아 주와 바실리카타 주 숲의 토착종이다. 오랫동안 청서(Sciurus vulgaris)의 아종으로 간주되었지만, 2017년 과학 조사에 의한 유전자 증거를 통해 별도의 종으로 인정되었다.
칼라브리아청서는 나무 위에서 생활하는 수상성 동물로 근연종 청서보다 현저히 크다. 검은색의 짙은 털 색으로 다른 종과 구별할 수 있다.